# 张二江
张二江（1954年—），笔名元江，男性，山东寿光人，1970年参加工作。中华人民共和国政治人物、作家。曾任中共十堰市党委常委、丹江口市市委书记，中共天门市市委书记等职务；2001年接受中共湖北省纪委调查，并因贪污受贿二罪被判囚15年。

## 生平
张二江早年在武汉大学历史系就读，期间曾担任武汉大学校学生会主席。
2001年，张二江因为严重违法违纪被中共湖北省纪委调查，时任中共湖北省委书记俞正声在2002年1月批评张二江为“中共党内的败类”，为“吹、卖（官）、嫖、赌、贪”五毒俱全的“五毒书记”。
检方指控张二江利用担任丹江口市市长、市委书记和天门市市委书记的职务之便，接受大量贿赂；贪污公款；与100多名女性保持不正当关系；政治上搞“浮夸风”；搞权色交易。张二江则否认受贿指控。2002年9月，张二江被湖北省高级人民法院判处有期徒刑15年，期间曾在洪山监狱、琴断口监狱服刑，致力于研究《诗经》、《尚书》、《孙子兵法》等典籍，由于在狱中表现良好，他曾多次获得减刑，并最终于2010年11月刑满释放，其出狱后生活平淡，经营着一家小茶馆，不愿过问时事。